# Reprezentacja Austrii w piłce nożnej kobiet
Reprezentacja Austrii w piłce nożnej kobiet – kobieca piłkarska reprezentacja Austrii. Największym sukcesem reprezentacji półfinał na Mistrzostwach Europy 2017.

## Udział w turniejach międzynarodowych

### Mistrzostwa Świata
Austriackiej drużynie nigdy nie udało się zakwalifikować do finałów MŚ.
| Rok   | Runda                   | M                       | W                       | R                       | P                       | GZ                      | GS                      |
| ----- | ----------------------- | ----------------------- | ----------------------- | ----------------------- | ----------------------- | ----------------------- | ----------------------- |
| 1991  | Nie uczestniczyła       | Nie uczestniczyła       | Nie uczestniczyła       | Nie uczestniczyła       | Nie uczestniczyła       | Nie uczestniczyła       | Nie uczestniczyła       |
| 1995  | Nie uczestniczyła       | Nie uczestniczyła       | Nie uczestniczyła       | Nie uczestniczyła       | Nie uczestniczyła       | Nie uczestniczyła       | Nie uczestniczyła       |
| 1999  | Nie uczestniczyła       | Nie uczestniczyła       | Nie uczestniczyła       | Nie uczestniczyła       | Nie uczestniczyła       | Nie uczestniczyła       | Nie uczestniczyła       |
| 2003  | Nie zakwalifikowała się | Nie zakwalifikowała się | Nie zakwalifikowała się | Nie zakwalifikowała się | Nie zakwalifikowała się | Nie zakwalifikowała się | Nie zakwalifikowała się |
| 2007  | Nie zakwalifikowała się | Nie zakwalifikowała się | Nie zakwalifikowała się | Nie zakwalifikowała się | Nie zakwalifikowała się | Nie zakwalifikowała się | Nie zakwalifikowała się |
| 2011  | Nie zakwalifikowała się | Nie zakwalifikowała się | Nie zakwalifikowała się | Nie zakwalifikowała się | Nie zakwalifikowała się | Nie zakwalifikowała się | Nie zakwalifikowała się |
| 2015  | Nie zakwalifikowała się | Nie zakwalifikowała się | Nie zakwalifikowała się | Nie zakwalifikowała się | Nie zakwalifikowała się | Nie zakwalifikowała się | Nie zakwalifikowała się |
| 2019  | Nie zakwalifikowała się | Nie zakwalifikowała się | Nie zakwalifikowała się | Nie zakwalifikowała się | Nie zakwalifikowała się | Nie zakwalifikowała się | Nie zakwalifikowała się |
| 2023  | Nie zakwalifikowała się | Nie zakwalifikowała się | Nie zakwalifikowała się | Nie zakwalifikowała się | Nie zakwalifikowała się | Nie zakwalifikowała się | Nie zakwalifikowała się |
| Razem | 0/9                     | 0                       | 0                       | 0                       | 0                       | 0                       | 0                       |

### Mistrzostwa Europy
Austriackiej drużynie dwa razy udało się zakwalifikować do finałów ME.
| Rok   | Runda                   | M                       | W                       | R                       | P                       | GZ                      | GS                      |
| ----- | ----------------------- | ----------------------- | ----------------------- | ----------------------- | ----------------------- | ----------------------- | ----------------------- |
| 1984  | Nie zakwalifikowała się | Nie zakwalifikowała się | Nie zakwalifikowała się | Nie zakwalifikowała się | Nie zakwalifikowała się | Nie zakwalifikowała się | Nie zakwalifikowała się |
| 1987  | Nie zakwalifikowała się | Nie zakwalifikowała się | Nie zakwalifikowała się | Nie zakwalifikowała się | Nie zakwalifikowała się | Nie zakwalifikowała się | Nie zakwalifikowała się |
| 1989  | Nie zakwalifikowała się | Nie zakwalifikowała się | Nie zakwalifikowała się | Nie zakwalifikowała się | Nie zakwalifikowała się | Nie zakwalifikowała się | Nie zakwalifikowała się |
| 1991  | Nie zakwalifikowała się | Nie zakwalifikowała się | Nie zakwalifikowała się | Nie zakwalifikowała się | Nie zakwalifikowała się | Nie zakwalifikowała się | Nie zakwalifikowała się |
| 1993  | Nie zakwalifikowała się | Nie zakwalifikowała się | Nie zakwalifikowała się | Nie zakwalifikowała się | Nie zakwalifikowała się | Nie zakwalifikowała się | Nie zakwalifikowała się |
| 1995  | Nie zakwalifikowała się | Nie zakwalifikowała się | Nie zakwalifikowała się | Nie zakwalifikowała się | Nie zakwalifikowała się | Nie zakwalifikowała się | Nie zakwalifikowała się |
| 1997  | Nie zakwalifikowała się | Nie zakwalifikowała się | Nie zakwalifikowała się | Nie zakwalifikowała się | Nie zakwalifikowała się | Nie zakwalifikowała się | Nie zakwalifikowała się |
| 2001  | Nie zakwalifikowała się | Nie zakwalifikowała się | Nie zakwalifikowała się | Nie zakwalifikowała się | Nie zakwalifikowała się | Nie zakwalifikowała się | Nie zakwalifikowała się |
| 2005  | Nie zakwalifikowała się | Nie zakwalifikowała się | Nie zakwalifikowała się | Nie zakwalifikowała się | Nie zakwalifikowała się | Nie zakwalifikowała się | Nie zakwalifikowała się |
| 2009  | Nie zakwalifikowała się | Nie zakwalifikowała się | Nie zakwalifikowała się | Nie zakwalifikowała się | Nie zakwalifikowała się | Nie zakwalifikowała się | Nie zakwalifikowała się |
| 2013  | Nie zakwalifikowała się | Nie zakwalifikowała się | Nie zakwalifikowała się | Nie zakwalifikowała się | Nie zakwalifikowała się | Nie zakwalifikowała się | Nie zakwalifikowała się |
| 2017  | Półfinał                | 5                       | 2                       | 3                       | 0                       | 5                       | 1                       |
| 2022  | Ćwierćfinał             | 4                       | 2                       | 0                       | 2                       | 3                       | 3                       |
| 2025  | do ustalenia            | do ustalenia            | do ustalenia            | do ustalenia            | do ustalenia            | do ustalenia            | do ustalenia            |
| Razem | 2/14                    | 9                       | 4                       | 3                       | 2                       | 8                       | 4                       |

### Igrzyska olimpijskie
Austriackiej drużynie nigdy nie udało się zakwalifikować do IO.
| Rok   | Runda                   | M                       | W                       | R                       | P                       | GZ                      | GS                      |
| ----- | ----------------------- | ----------------------- | ----------------------- | ----------------------- | ----------------------- | ----------------------- | ----------------------- |
| 1996  | Nie zakwalifikowała się | Nie zakwalifikowała się | Nie zakwalifikowała się | Nie zakwalifikowała się | Nie zakwalifikowała się | Nie zakwalifikowała się | Nie zakwalifikowała się |
| 2000  | Nie zakwalifikowała się | Nie zakwalifikowała się | Nie zakwalifikowała się | Nie zakwalifikowała się | Nie zakwalifikowała się | Nie zakwalifikowała się | Nie zakwalifikowała się |
| 2004  | Nie zakwalifikowała się | Nie zakwalifikowała się | Nie zakwalifikowała się | Nie zakwalifikowała się | Nie zakwalifikowała się | Nie zakwalifikowała się | Nie zakwalifikowała się |
| 2008  | Nie zakwalifikowała się | Nie zakwalifikowała się | Nie zakwalifikowała się | Nie zakwalifikowała się | Nie zakwalifikowała się | Nie zakwalifikowała się | Nie zakwalifikowała się |
| 2012  | Nie zakwalifikowała się | Nie zakwalifikowała się | Nie zakwalifikowała się | Nie zakwalifikowała się | Nie zakwalifikowała się | Nie zakwalifikowała się | Nie zakwalifikowała się |
| 2016  | Nie zakwalifikowała się | Nie zakwalifikowała się | Nie zakwalifikowała się | Nie zakwalifikowała się | Nie zakwalifikowała się | Nie zakwalifikowała się | Nie zakwalifikowała się |
| 2020  | Nie zakwalifikowała się | Nie zakwalifikowała się | Nie zakwalifikowała się | Nie zakwalifikowała się | Nie zakwalifikowała się | Nie zakwalifikowała się | Nie zakwalifikowała się |
| 2024  | Nie zakwalifikowała się | Nie zakwalifikowała się | Nie zakwalifikowała się | Nie zakwalifikowała się | Nie zakwalifikowała się | Nie zakwalifikowała się | Nie zakwalifikowała się |
| 2028  | do ustalenia            | do ustalenia            | do ustalenia            | do ustalenia            | do ustalenia            | do ustalenia            | do ustalenia            |
| 2032  | do ustalenia            | do ustalenia            | do ustalenia            | do ustalenia            | do ustalenia            | do ustalenia            | do ustalenia            |
| Razem | 0/10                    | 9                       | 4                       | 3                       | 2                       | 8                       | 4                       |

## Skład
Aktualny skład dostępny jest na stronie internetowej soccerdonna.de